# 7271 Doroguntsov
7271 Doroguntsov è un asteroide della fascia principale. Scoperto nel 1979, presenta un'orbita caratterizzata da un semiasse maggiore pari a 3,1105947 UA e da un'eccentricità di 0,2686461, inclinata di 2,99243° rispetto all'eclittica.